# St. Joseph (Illinois)
Saint Joseph est un village du comté de Champaign dans l'Illinois, aux États-Unis,. Fondé le 28 avril 1881, il est incorporé le 13 juin 1881.

## Démographie
Lors du recensement de 2014, le village comptait une population de 2 912 habitants. Elle est estimée, en 2016, à 3 998 habitants.

## Personnalités liées à St. Joseph
- Frank Hanly, gouverneur de l'Indiana.

## Source de la traduction
- (en) Cet article est partiellement ou en totalité issu de l’article de Wikipédia en anglais intitulé « St. Joseph, Illinois » (voir la liste des auteurs).